# Aquathlon ai Giochi mondiali sulla spiaggia
L'aquathlon è inserito nel programma dei Giochi mondiali sulla spiaggia sin dall'edizione inaugurale che si è svolta nel 2019, comprendendo una gara individuale maschile, un'analoga gara individuale femminile, e una staffetta mista.

## Edizioni
| Giochi | Anno | Sede | Gare |
| ------ | ---- | ---- | ---- |
| I      | 2019 | Doha | 3    |

## Medagliere complessivo
| Posizione | Paese       | Oro | Argento | Bronzo | Totale |
| --------- | ----------- | --- | ------- | ------ | ------ |
| 1         | Spagna      | 3   | 0       | 0      | 3      |
| 2         | Azerbaigian | 0   | 2       | 1      | 3      |
| 3         | Ungheria    | 0   | 1       | 1      | 2      |
| 4         | Romania     | 0   | 0       | 1      | 1      |
| Totale    | Totale      | 3   | 3       | 3      | 9      |